# 遮光幕
遮光幕（しゃこうまく、英語: Shading curtain）は、光を遮るための幕（カーテン）を指す通称である。

## 鉄道車両
日本の鉄道車両の場合、夜間・トンネル内などでは乗務員室（運転室）背面の遮光幕を閉める。これは、客室内の照明がそのままフロントガラスに映り込み、前方を注視するのに支障があるためである（夜間、ルームライトを点けたままで乗用車を運転する状態と類似）。事業者によっては助士側（通常、客室から見て進行方向右側）にも設ける場合がある。以下で詳解する。
形状は、ほとんどの場合がロールスクリーン方式で上げ下げを行う、いわゆる遮光「幕」であるが、一部は乗務員室背面ガラス下から遮光「板」を引き出す形状のもの（京成電鉄（一部車両）、京浜急行電鉄800形・2000形など、東急電鉄（一部車両）、日本国有鉄道119系、105系など）、横引きのプリーツカーテン（国鉄キハ38形気動車、JR東日本255系電車、JR東海373系電車、近鉄21000系電車、阪神電気鉄道の青胴車と武庫川線専用車両、西日本鉄道7000形・7050形、神戸電鉄など）を使用している事業者や車両も存在する。
阪急電鉄や近鉄電車（一部車両）、阪神電気鉄道の赤胴車、北大阪急行電鉄、京阪800系電車 (2代)などは、運転席のスイッチ操作で遮光幕の上げ下げを行う。
色は事業者によって不統一であり、客室側を白色・淡色もしくは内装の化粧板と同系色、乗務員室側は黒色や茶色であるもの、客室側が緑色のもの（阪急電鉄など）、表裏一体でグレー（旧・国鉄など）を用いる例がある。
運転士が列車を運転する場合で遮光幕の使用が許される場面は、ほとんどの事業者で早朝、夜間、悪天候時、地下鉄、トンネルなど視界に自然光が差し込まず、客室内の光が反射することが多い区間、およびその直前の停車駅を出発する前から直後の停車駅に到着して停止している間に限られ、それ以外の場合（おおむね曇天日の通年と、1月～3月・9月～12月の晴天日は8時～16時頃、4月～8月は晴天日の6時～18時頃、ただし最も日が長い6月～7月は梅雨時で晴天日が少ないため、特に首都圏で17時以降に開放しているケースは稀である）は原則として全面開放し、不必要に使用して運転してはならないことが指導されている。これは、乗客に対して業務内容を堂々と見せるということであり、乗客側から見ても前方の風景が見えることにより精神衛生上良い効果をもたらす。
しかし、職業としての運転士は、安全輸送・定時運転の観点から、ブレーキのタイミングについて、秒単位の集中力で制動時期を考えており、できれば客室からの視線はない方がいい、という意見（特に労働組合からの「要求」）もある。これら要求に鉄道事業者側当局が認めた場合によっては、昼間の地上区間から運転席背後の遮光幕が閉められている社局（例・小湊鉄道など）があるほか、機器設置などを名目として運転席背面窓を省略した車両を新製する社局（例・東武鉄道、JR東日本の通勤形車両、JR東海315系電車など）もある。ただし後に開放、設置されるケースもある。（例・京成電鉄、秩父鉄道、西日本鉄道（6000形以降）など）
- 地上区間から地下区間に入る場合、通常は手前の駅で停車中に遮光幕を閉める。たとえば東急東横線ではみなとみらい線ならびに副都心線乗り入れのため東白楽→反町間、代官山→渋谷間で地上から地下に入るが、各駅停車は東白楽駅・代官山駅停車中に遮光幕を閉めるが、急行以上の種別は東白楽・代官山を通過するため、手前の停車駅である菊名駅・中目黒駅停車中に遮光幕を閉める。
  - 京阪京津線では、地下区間と地上区間の境界である山科 - 御陵間で走行中に遮光幕の開閉がある。ただし、運転中に立席して遮光幕を開閉するのは不適切なため、上述の通り同線の800系 (2代)には運転台に遮光幕の上下スイッチがある。
- 線区や車両、事業者によっては「（早朝・）夜間・トンネル区間はカーテンを閉めさせていただきます」といった趣旨の掲示が窓ガラス・カーテン自体になされている場合もある。
- 一部の車両ではスモークフィルムや特殊な遮光ガラスを使い（外からは見えないが中からは見える）、夜間・地下区間でも遮光幕の使用は不要となっている。
  - 東京メトロ南北線の9000系ほか同線乗り入れ車両（東急3000系/5080系/3020系・埼玉高速2000系・相鉄21000系）では、夜間・地下区間であっても運転室の遮光幕は運転席直後の1枚を除いて開放されている場合が多い。埼玉高速鉄道線も同様である。なお、東急目黒線内の夜間・地下区間と都営地下鉄三田線内では遮光幕を使用している。
  - JR西日本自社発注の通勤・近郊形車両や東京メトロ02系では遮光幕を設置・使用しない窓に着色フィルムを貼り付けている車両がある。
  - 名古屋市営地下鉄ワンマン運転路線車両の乗務員室仕切り窓には遮光幕自体がない。代用として遮光ガラスを使用している（名城・名港・上飯田線を除く）。名鉄瀬戸線の4000系も同様である。
- JR東海373系電車。かつて存在したJR東日本区間に入る運用では早朝・夜間・トンネル区間の一部、あるいはすべてのカーテンを閉めていた。逆にJR東海区間では内規により、カーテンを用いることはない。
- 近鉄名阪特急「アーバンライナー」は、かつて中川短絡線通過時、運転士と車掌の入替えを行っていたが、入替えの際は遮光幕を閉めて行うのが正規の取り扱いであった。ただしこれは2012年のダイヤ変更で津駅に停車するようになり、乗務員交代は同駅で行うようになったため、この取り扱いは廃止されている。また近鉄奈良線の快速急行は、特に近鉄車での運用の場合、昼間でも始発駅から終着駅まで夜間と同様、終始遮光幕を閉めたままとなる場合がある。これは大阪上本町駅地下ホームを発車後、高架駅の鶴橋駅に停車するが、鶴橋発車後は生駒までノンストップで、その間新生駒トンネルを通過し、生駒・学園前・大和西大寺・新大宮の順に停車するが、新大宮駅発車後、地下線に入り近鉄奈良到着となるからである。なお、遮光幕をスイッチで開閉できる阪神車（9000系・1000系）での運用の場合、運転士によっては走行中に遮光幕を開閉することがある。近鉄奈良線では、特急、快速急行を除く電車の大多数の運転士が新生駒トンネル通過時、手前の石切駅停車中に遮光幕を閉め、生駒駅到着時に遮光幕を開ける。
- 昭和50年代の旧・国鉄では、日中であってもすべての遮光幕は閉めたままであることが珍しくなかった。運転士も車掌も、遮光幕を閉めた乗務員室で勤務中漫画を読んだり喫煙をしたりすることが全国で見られ、本来の設置目的からは逸脱した使い方をされていた。国鉄分割民営化後、JR各社はこの問題解決に取り組み、現在では遮光幕をできるだけ開放して乗務するという方針となっている。なお、国鉄103系電車でATCを搭載した先頭車は、運転席後部をATC車上装置の設置スペースとしたために壁になっており、助士席側にある客室への出入り口のみに窓があった。
- 以前は、夜間は全面使用という鉄道事業者が多かったが、最近では運転席側の遮光幕だけ使用し、助士席側の幕は開放する事業者が増えている。また、JR東日本E231系電車のように助士席側には幕が無い車両が増えてきた。もともと幕を設置していた車両であっても、助士席側の幕を撤去した車両もある。助士席側のフロントガラスに室内の光が映り込んでも、運転にはほとんど支障がないためである。また、全ての窓に遮光幕を設置していながら、助士側の幕を扱わないような取り決めを行っている事業者も存在する（例・京浜急行電鉄）[3]。
- 京成電鉄やJR東海自社発注の通勤車両、および関西私鉄の車両のほとんどには、以前から助士席側に遮光幕は無い。したがって夜間であっても助士席側の仕切りガラスから前を見ることができる。もっとも、現在での趣旨は前面の眺望のためというよりも、運転士が乗務員室を客室から見て意図的に「完全密室」にする行為を防止するためでもある。
- 乗務員室の背後が「全面壁」の車両を新製したり、日中の地上区間まで遮光幕の一部、あるいは全てを閉め切って運転することを認める事業者はごく一部の路線を除き現在では見られなくなったが、上述の一部事業者ではいまだに日中でも遮光幕を上げずに運転するケースが見られたり、ごく一部事業者の車掌が夜間・早朝に使用している場合がある（例・他社から東武鉄道への乗り入れ列車最後部運転席側・小湊鉄道など）。
- 各種事故などの発生時には客室から前面が見えていた場合、見えない場合より目撃者の確保の観点から有利である。また、車内（特に通勤・近郊列車）における犯罪・迷惑行為などの発生時において、列車長である車掌が遮光幕を濫用し、結果的に客室内の注視・監視を怠るのは、列車内の秩序を守るという職務上で無問題とは言えない。
- 車掌が列車後部などの乗務員室で、現金などを査算する場合に一時的に用いることがあるが、防犯の観点から正規の取り扱いとされている。また、早朝・夜間・地下駅での折り返し、あるいは1駅前発車時以降に、車掌がカーテンを閉める事業者も存在する（折り返しで運転士が入る際の業務軽減などが主目的である）。
- 設計時から客室からの展望を重視している車両（伊豆急行2100系電車など）は、遮光幕自体が設置されていない。
- JR九州885系電車では、運転室と客室の仕切りに液晶ガラスを採用しており、両先頭車のマスコン（ワンハンドル式）とも非常制動の位置にある場合は不透明になる。
- 東武50000系電車は、乗務員室と客室の仕切り窓の配置の関係から、夜間と地下区間ではすべての遮光幕を閉めていることが多いため、同じ区間を走行する東武30000系電車などの他系列が助士席側遮光幕を使用していないことや、当初から助士席側に遮光幕がない東急車や東京メトロ所属車とは遮光幕の取り扱いが微妙な窓仕切りの違いで異なっている点がうかがえる。
  - 北総鉄道9100形（C-Flyer）や東京メトロ07系は、東武50000系列同様に乗務員室と客室の仕切り窓の配置の関係から、夜間と地下区間ではすべての遮光幕を閉めていることがほとんどである。
  - なお、後に東武野田線（東武アーバンパークライン）に導入された60000系は同じ仕切り窓配置ながら助士側の窓を着色ガラスとしており、車掌台側の遮光幕を開放して運転する事例が多くなった。
- 南海高野線では、トンネルの連続する九度山駅 - 極楽橋駅間において、一部の運転士が日中でも遮光幕を下ろして運転を行うことがある。なお、南海電気鉄道の通勤形車両には、運転席真後ろの仕切り窓のみスモークフィルムが貼り付けられている。
- 東急電鉄では、遮光幕を閉める際、運転士が客室に向かって一礼することが多い。

### 日本で製造された諸外国向け鉄道車両
- 新製当初から、客室と乗務員室の間に設置されたドアを含めて全く仕切り窓のない「全面壁」仕様であったり、客室と乗務員室の間に窓ガラスは設置されていても、現地において遮光幕は走行区間とは無関係に終日下げられている場合が多い。譲渡された車両であっても、インドネシア・ジャカルタ都市圏のKRLジャボタベックにおける場合に代表されるように、遮光幕を開放して運転する企業道徳上の習慣は無い。

## バス車両
- 夜行高速バスの場合、運転席の後ろにカーテンを設置し、室内の光がフロントガラスに映らないようにしている。JRバス関東などのように、運転席のスイッチ操作で開閉できるようにしているケースもある。なお、夜間走行中にカーテンを全閉するのは、道路上の明かりが客室に入り込み、安眠妨害になるのを防ぐためでもある。
- 一般路線バス、多くの高速バスでは運転席自体が仕切られた部屋にあるわけではなく、カーテンもない場合が多い。運転席の後ろに簡単な仕切りがあるだけである。そのため運転席付近の室内灯は乗降の時だけ点灯するようにしている。また室内の照明灯にカバーを付け、前方に明かりが当たらないようにしている。前方に室内光が映り込むことはあるが、運転に支障が出るほどではない。

## 旅客船の最前部窓
- 旅客船においては、夜間航行中は、最前部の部屋の前方の窓の遮光幕として、カーテン等が閉められる。
- 出航時に既に夜になっている船はもちろん、夜行フェリーの場合は出航時から閉めてある場合もあり、航行中に昼から夜になる航路の場合は、最前部の部屋のカーテンを閉めるように、アナウンスされるのが通例である
- 船によっては最前部はスイート、特等、一等など、高級な部屋が並ぶ場合も多いが、最前部の部屋は、このような制約があり、夜間は、これらの部屋からの前面展望は困難である。
- 最前部にラウンジを設置している船もあるが、当然ながらラウンジのカーテン（遮光幕）も閉鎖している。